# 과학기술인공제회
과학기술인공제회(科學技術人共濟會, Korea Scientists & Engineers Mutual-aid Association, SEMA)는 과학기술인에 대한 효율적 공제제도 확립을 통해 과학기술인의 생활안정과 복지증진을 도모하고 과학기술 활동의 활성화와 국가경쟁력 제고에 기여하기 위해 설립된 사단법인이다. 서울특별시 강남구 논현로(역삼동 726) 아세아타워빌딩 15층에 위치하고 있다.

## 설립 근거
- 과학기술인공제회법 제1조[3]

## 연혁
- 2002년 12월 26일 「과학기술인공제회법」(법률 제6815호) 제정 공포
- 2003년 1월 7일 과학기술인공제회설립위원회 발족
- 2003년 5월 30일 과학기술인공제회 창립총회
- 2003년 6월 17일 과학기술인공제회 법인설립 허가 (과학기술부)
- 2003년 7월 7일 초대 이승구 이사장 취임 및 설립 등기
- 2004년 11월 4일 과학기술인연금사업 및 적립형공제급여사업 출범 (자본금으로 정부출연금 200억원 지원)
- 2005년 11월 8일 「과학기술인공제회법」개정 (법률 제7689호) 공포
- 2005년 11월 30일 「 과학기술인공제회 퇴직연금급여사업 운영규칙」제정공포 (과학기술부령 제79호). 정부출연금 200억원 지원
- 2008년 7월 18일 제2대 조청원 이사장 취임
- 2009년 7월 1일 목돈급여사업 시행
- 2009년 8월 1일 제3대 조청원 이사장 취임
- 2010년 3월 15일 비과세생계형저축 시행
- 2011년 10월 21일 자산 1조원 달성
- 2012년 5월 21일 보증보험대여 시행
- 2012년 8월 1일 제4대 김영식 이사장 취임
- 2013년 1월 31일 과학기술인공제회 회원 3만명 가입
- 2013년 5월 30일 과학기술인공제회 창립 10주년
- 2013년 9월 10일 자산 2조원 달성
- 2014년 8월 1일 과학기술인연금 담보대출 시행
- 2015년 2월 28일 자산 3조원 달성
- 2015년 5월 1일 목돈급여사업 연금지급형 시행
- 2015년 8월 3일 제5대 조율래 이사장 취임
- 2018년 11월 9일 제6대 이상목 이사장 취임
- 2022년 1월 5일  제7대 김성수 이사장 취임

## 조직
- 감사
  - 감사실
- 대의원회
- 이사회
- 연금심의위원회
- 자산운용전략위원회
- 투자심사위원회
- 자금운용위원회
- 블라인드펀드선정위원회
- 리스크관리위원회

### 이사장
- 부설대덕복지센터

#### 경영기획본부
- 전략기획실
- 경영지원실

#### 회원사업본부
- 회원복지전략실
- 연금사업실
- 공제사업실

#### 자산운용본부
- 투자전략팀
- 증권투자실
- 실물투자실
- 기업투자실

#### 리스크관리센터
- 리스크기획팀
- 투자심사실

## 사건·사고 및 논란

### 이사장 박근혜 사조직 활동 논란
2012년 7월 26일 박홍근 민주통합당 의원은 “조청원 이사장이 ‘포럼 오래’가 공식활동을 정리해 출판한 <세상을 바꿔라>의 공저자로 참여하는 등 적극적으로 포럼활동에 참여했다”고 밝혔다. 박 의원은 “박근혜 후보도 공식 행사에 빠짐없이 참석하고, 작년 창립 3주년 기념식에는 직접 축사를 할 정도로 각별히 공을 들이고 있는 조직”이라며 조 위원장이 이 단체에 가입해 활동한 것은 “공제회의 임원은 정당의 당원이 되거나 정치활동을 한 경우에는 해임된다”고 적시한 공제회법 제14조 위반이라고 말했다.
한편 포럼 오래는 함승희 전 친박연대 의원과 김종인 박근혜캠프 공동선거대책위원장이 각각 대표와 고문을 맡고 있는 대표적인 친박 사조직으로, 2007년부터 비공개로 활동하다가 2008년 5월 공식 출범했다.

## 같이 보기
- 한국과학기술단체총연합회
- 건설근로자공제회
- 경찰공제회
- 군인공제회
- 대한소방공제회
- 대한지방행정공제회
- 어린이집안전공제회
- 전기공사공제조합
- 한국사회복지공제회
- 한국교직원공제회
- 한국지방재정공제회